# Upplands runinskrifter 903
Upplands runinskrifter 903 är en vikingatida runsten av rödgrå granit (rödaktig gnejsgranit) i Västerby, Läby socken och Uppsala kommun.
Runstenen är 1,53 meter hög och 1 meter bred. Runhöjden är 6-7 centimeter. Ristningen är djupt huggen och mycket väl bevarad.

## Placering
Runstenen står vid sidan av vägen genom Västerby, cirka 500 meter väster om Läby kyrka.

### Inskriften i runor

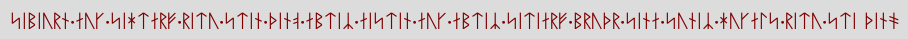
Runslingan på U 903

## Inskriften

### Inskriften i runor[4]
ᛋᛁᛒᛁᚢᚱᚾ᛫ᛅᚢᚴ᛫ᛋᛁᚼᛏᛅᚱᚠ᛫ᚱᛁᛏᚢ᛫ᛋᛏᛁᚾ᛫ᚦᛁᚾᚮ᛫ᛅᛒᛏᛁᛦ᛫ᛅᛁᛋᛏᛁᚾ
ᛅᚢᚴ᛫ᛅᛒᛏᛁᛦ᛫ᛋᛁᛏᛁᛅᚱᚠ᛫ᛒᚱᚢᚦᚱ᛫ᛋᛁᚾᛅ
ᛋᚢᚾᛁᛦ᛫ᚼᚢᚴᛅᛚᛋ᛫ᚱᛁᛏᚢ᛫ᛋᛏᛁ ᚦᛁᚾᚬ
Translitterering av runraden:
sibiurn ' auk sihtarf ' ritu stin þino ' abtiʀ ' aisti[n] ' auk abtiʀ ' sitiarf ' bruþr sina suniʀ hukals ritu sti þino '
Normalisering till runsvenska:
Sigbiorn/Sæbiorn ok Sigdiarfʀ rettu stæin þenna æftiʀ Øystæin/Æistæin ok æftiʀ Sigdiarf/Sædiarf, brøðr sina. Syniʀ Hugals/Hugalds rettu stæin þenna.
Översättning till nusvenska:
Sigbjörn och Sigdjärv reste denna sten efter Östen, och efter Sigdjärv, sina bröder. Hugals söner reste denna sten.

## Historia
Ristaren var förmodligen den välkände Åsmund Kåresson, stenen är dock osignerad. Även om namnen av den döde och levande brodern är samma i översättningen, så är de olika stavade i själva runinskriften: sihtarf reste stenen efter sitiarf.